# 化城寺
化城寺，位于安徽九华山化城峰的一座佛寺，为九华山“全山百寺之首”。汉族地区佛教全国重点寺院之一。

## 简介
化城寺建造于唐朝，寺名系出自《法华经》。又因为唐朝開元年間，新羅國王子金喬覺駐錫九華居於化城寺，風餐露宿刻苦修行，壽近百歲終成正果，被認為是地藏菩薩的化身，该寺又被称为地藏寺，九华山逐渐成为著名的地藏道场。虽然该寺历代被毁，其地位始终位居九华诸寺之首。明洪武二十四年（1391年）、宣德十年（1435年）、清康熙二十年（1681年）相继重修，兴盛之时，该寺曾有僧侣三四千人之多。1981年，为安徽省重点文物保护单位，1983年为汉族地区佛教全国重点寺院。

## 建筑风格
化城寺坐北朝南，中轴线分别为灵宫殿、天王殿、大雄宝殿、藏经楼，其藏经楼建于明朝，内藏完好的明朝《涅槃经》，明代无瑕和尚曾刺血书写《华严经》。此外，还有清朝梵文《贝叶经》、以及宋朝瓷器、明清皇帝御书手迹等。